# Желімуха
Желімуха (пол. Żelimucha) — село в Польщі, у гміні Білоґард Білоґардського повіту Західнопоморського воєводства.
Населення — 103 особи (2011).
У 1975-1998 роках село належало до Кошалінського воєводства.

## Демографія
Демографічна структура станом на 31 березня 2011 року:
|          | Загалом | Допрацездатний вік | Працездатний вік | Постпрацездатний вік |
| -------- | ------- | ------------------ | ---------------- | -------------------- |
| Чоловіки | 54      | 13                 | 36               | 5                    |
| Жінки    | 49      | 12                 | 27               | 10                   |
| Разом    | 103     | 25                 | 63               | 15                   |